# Уједињена авио-производна корпорација
Уједињена авио-производна корпорација (рус. Объединённая авиастроительная корпорация (ОАК)) је нова компанија за производњу авиона, основана по одлуци Владе Руске Федерације 2006. године. У нову компанију ће бити интегрисани: Сухој, Тупољев, Иљушин, Јаковљев, Микојан (МиГ) и Иркут.